# Khuan Khanun
Khuan Khanun (em tailandês: อำเภอควนขนุน) é um distrito da província de Phatthalung, no sul da Tailândia. É um dos 11 distritos que compõem a província. Sua população, de acordo com dados de 2012, era de 83 452 habitantes, e sua área territorial é de 599,76 km².